# Pablo Donoso

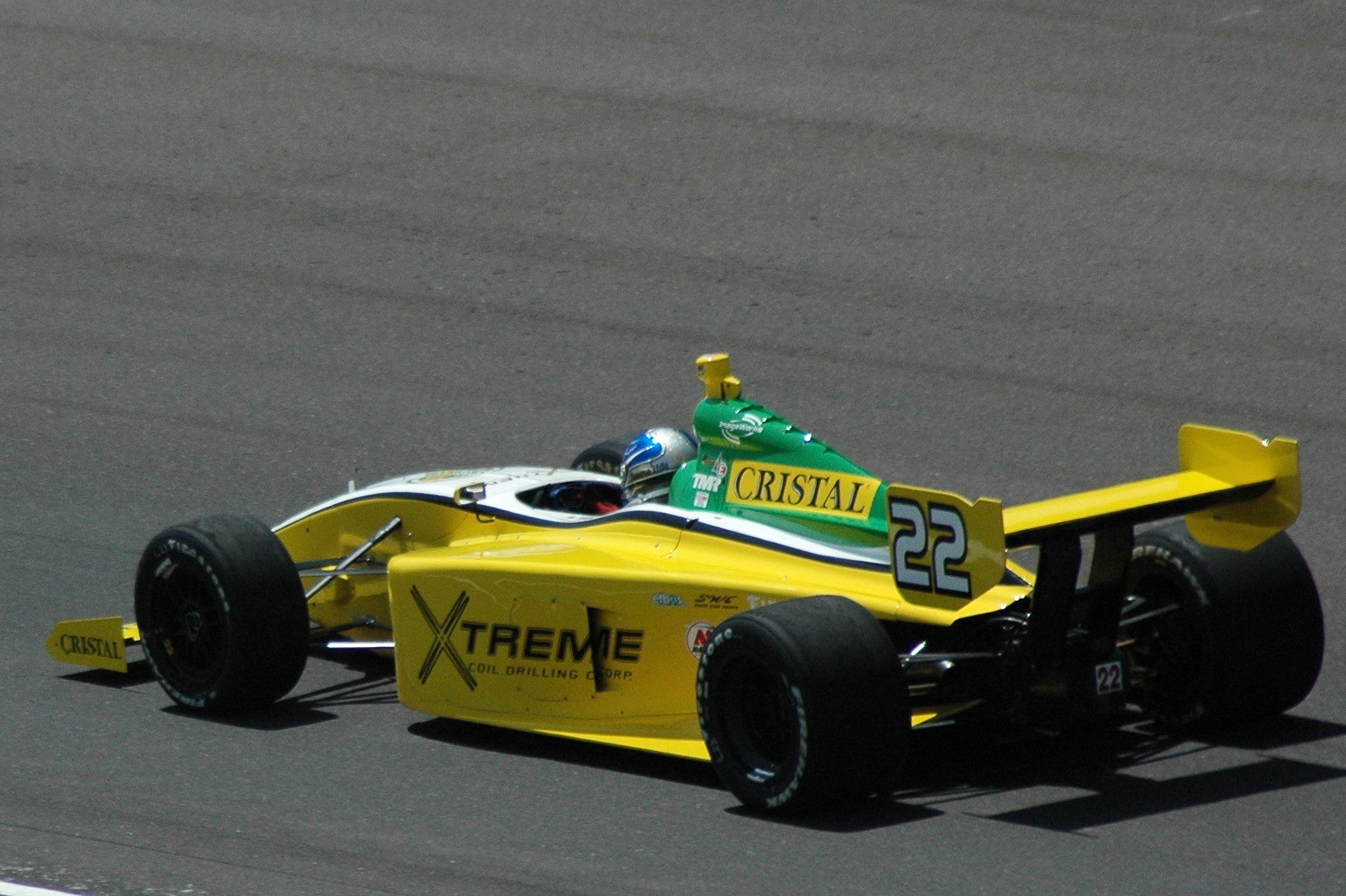
Pablo Donoso op de Indianapolis Motor Speedway in 2008.

Pablo Donoso Prado (Santiago, 3 december 1984) is een Chileens autocoureur.

## Carrière
Donoso begon zijn autosportcarrière in het karting in 1994. Zijn vader Jorge Donoso, die ook autocoureur was in Chili, steunde hem hierbij. Hij kwam tot 1999 uit in de karts en behaalde in deze periode 18 overwinningen en 32 podiumplaatsen en werd kampioen in 1996.
In 2000 maakte Donoso de overstap naar het formuleracing in de Argentijnse Formule Renault, waar hij tot 2002 in uitkwam. In dit laatste seizoen werd hij de eerste Chileen sinds Eliseo Salazar in 1978 die een race won in Argentinië. Hij eindigde het seizoen uiteindelijk achter Juan Cruz Álvarez op de tweede plaats in het kampioenschap.
In 2003 ging Donoso in Europa racen en kwam hier uit in de Europese Formule BMW Junior. Hij won vier races en behaalde twee pole positions, waarmee hij opnieuw de eerste Chileen werd sinds Salazar in 1980 die in Europa een race won. Dat jaar kwam hij ook uit in de World Series Light, het voorprogramma van de World Series by Nissan, bij het team Vergani Racing. Hij won zijn eerste race op de Lausitzring en behaalde nog twee tweede plaatsen, voordat hij de klasse voorafgaand aan het laatste raceweekend verliet om deel te nemen aan het hoofdkampioenschap van de World Series by Nissan bij GD Racing. Hier behaalde hij drie punten met een achtste plaats tijdens de seizoensafsluiter op het Circuito Permanente del Jarama.
In 2004 stapte Donoso fulltime over naar de World Series by Nissan bij GD Racing, waar hij de teamgenoot was van voormalig Formule 1-coureur Enrique Bernoldi. Hij behaalde tijdens het seizoen slechts vijf punten en moest het kampioenschap twee ronden voor het einde verlaten vanwege budgetproblemen.
In 2005 blies Donoso zijn carrière nieuw leven in door in de Verenigde Staten uit te komen in het Star Mazda Championship bij het team Andersen Walko Racing. Hij won één race op de Infineon Raceway en behaalde nog twee andere podiumplaatsen, waardoor hij negende werd in de eindstand.
In 2006 kwam Donoso uit in de USAC Silver Crown Series, een van de oudste formulekampioenschappen in de Verenigde Staten. Hij behaalde twee podiumplaatsen op de Iowa Speedway en de Kansas Speedway, uitkomend voor het IndyCar-team Hemelgarn Racing.
In 2007 bleef Donoso actief in de USAC Silver Crown Series, maar stapte over naar het team A.J. Foyt Enterprises. Hij stond vijf keer op het podium en werd zo tiende in de eindstand.
Op 29 februari 2008 slaagde Donos voor de IndyCar Series-rookietest op de Homestead Miami Speedway en tekende oorspronkelijk voor Foyt om deel te nemen aan de IndyCar Series dat jaar. In plaats daarvan kwam hij dat jaar uit in de Indy Lights; eerst voor SWE Racing, vervolgens bij Team Moore Racing en tot slot bij Brian Stewart Racing. Hij behaalde zijn eerste pole position op de Milwaukee Mile en zijn eerste podium in een verkorte race op de Mid-Ohio Sports Car Course. Hij won zijn eerste race op de Infineon Raceway en eindigde uiteindelijk op de achtste plaats in het klassement.
In 2009 tekende Donoso bij Brian Stewart Racing om deel te nemen aan de Indy Lights, maar tijdens het seizoen kwam hij ook uit voor Genoa Racing, Team PBIR en RLR Andersen Racing. Uiteindelijk miste hij vijf races en eindigde hij het jaar op de negentiende plaats in het kampioenschap.
Na zijn Amerikaanse avontuur keerde Donoso in 2011 terug naar Zuid-Amerika en won dat jaar het Chileense Formule 3-kampioenschap. In 2013 nam hij deel aan de Dakar-rally en werd 91e in het autoklassement. Hierna heeft hij niet meer deelgenomen aan grote internationale races.